# إغريمة صرودية
غريميا صرودية (الاسم العلمي: Grimmia alpestris) هي نوع من النباتات تتبع جنس الغريميا من الفصيلة الغريمية.